# Azzurra Brindisi 2000-2001
La Azzurra Brindisi 2000-2001, sponsorizzata Acque Chiare, prende parte al campionato italiano di B di Eccellenza, girone B a 14 squadre. Chiude la stagione regolare all'ultimo posto con 4V e 22P, 1994 punti fatti e 2225 punti subiti, perde i playout contro il Bears Mestre (69-90/72-62/72-89) e viene retrocessa alla Serie B/2.

## Storia
L’Azzurra Brindisi riesce ad iscriversi al campionato all'ultimo momento ma con evidenti difficoltà finanziarie, viene reintegrato il coach Claudio Vandoni nel suo contratto biennale e la squadra viene nuovamente rivoluzionata, con un roster in economia e una panchina fatta di giocatori della juniores. Rientrano i brindisini Luigi Minghetti, Edoardo Passante e Giancarlo Giarletti dal Basket Lecce, al posto del pivot Gianluca La Torre viene preso il fratello Massimo anche lui pivot di 2.14 ed infine Alessandro Gatto ala-pivot di 1,98 che dopo solo 5 partite lascerà la squadra. Nel corso della stagione verranno presi come rinforzi l'ala-guardia Massimo Scola da Carmagnola in C/1 e il rientrante Francesco Ferrienti. Alla fine della stagione regolare lascerà anche il coach Claudio Vandoni e il suo posto verrà occupato dall'assistente Andrea Maghelli. Miglior marcatore della stagione sarà Giovanni Parisi con 523 punti in 31 partite seguito da Edoardo Passante con 442 p. in 30 p. e da Massimo La Torre con 424 punti. Alla fine della stagione l’Azzurra Brindisi cederà il titolo sportivo alla Falchetti Caserta.

## Roster
| Azzurra Acque Chiare Brindisi 2000/2001 | Azzurra Acque Chiare Brindisi 2000/2001 |
| Giocatori                               | Staff tecnico                           |
| --------------------------------------- | --------------------------------------- |

| N. | Naz.                 | Ruolo | Nome                | Anno | Alt.   | Peso |  |
| -- | -------------------- | ----- | ------------------- | ---- | ------ | ---- |  |
|    | Italia (bandiera)    | P     | Giangiovanni Parisi | 1973 | 182 cm |      |  |
|    | Argentina (bandiera) | A     | Horacio Bosco       | 1973 | 198 cm |      |  |
|    | Italia (bandiera)    | C     | Alessandro Gatto    | 1964 | 198 cm |      |  |
|    | Italia (bandiera)    | G     | Luigi Minghetti ()  | 1969 | 190 cm |      |  |
|    | Italia (bandiera)    | C     | Massimo La Torre    | 1969 | 213 cm |      |  |
|    | Italia (bandiera)    | AC    | Edoardo Passante    | 1974 | 199 cm |      |  |
|    | Italia (bandiera)    | PG    | Giancarlo Giarletti | 1968 | 182 cm |      |  |
|    | Italia (bandiera)    | P     | Giovanni Sardano    | 1982 | 175 cm |      |  |
|    | Italia (bandiera)    | P     | Sergio Corlianò     | 1981 | 175 cm |      |  |
|    | Italia (bandiera)    | G     | Gianluca Galluccio  | 1979 | 187 cm |      |  |
|    | Italia (bandiera)    | A     | Christian Villani   | 1982 | 200 cm |      |  |
|    | Italia (bandiera)    | AC    | Francesco Ferrienti | 1981 | 200 cm |      |  |
|    | Italia (bandiera)    | AC    | Michele Scola       | 1977 | 197 cm |      |  |
|    | Italia (bandiera)    | AC    | Fabiano Ventruto    | 1982 | 198 cm |      |  |
|    | Italia (bandiera)    | A     | Giovanni Giuri      | 1979 | 198 cm |      |  |

| Allenatore                                      |
| - Claudio Vandoni - Andrea Maghelli dal 20/5/01 |
| Assistente/i                                    |
| - Andrea Maghelli Legenda - (C) Capitano        |

## Risultati

### Stagione Regolare
| Arbitri: | Di Paolo (Chieti) Di Paolo (Sulmona) |

|                                   |       |                                        |
| Bosco 16, Parisi 16, Giarletti 13 | Punti | Ragionieri 18, Ragazzi 18, Di Santo 14 |

| Arbitri: | Manzato (Livorno) Riuscetti (Trento) |

|                                        |       |                     |
| De Ambrosi 25, Cotugno 17, Di Monte 12 | Punti | Parisi 29, Bosco 12 |

| Arbitri: | Di Francia (Pozzuoli) Tedesco (Matera) |

|                                     |       |                   |
| Parisi 26, Passante 15, Minghetti 8 | Punti | Soro 21, Lokar 13 |

| Arbitri: | Biasini (Veroli) Aronne (Viterbo) |

|                                        |       |                                  |
| Masieri 27, Sorrentino 16, Esposito 12 | Punti | Parisi 18, Bosco 16, La Torre 12 |

| Arbitri: | Terranova (Ragusa) Ventimiglia (Roma) |

|                                      |       |                                  |
| Parisi 21, La Torre 19, Giarletti 13 | Punti | Coppo 31, Morrone 12, Marchetti8 |

| Arbitri: | Quacci (Pavia) Moscarello (Bergamo) |

|                                      |       |                                        |
| Parisi 20, Giarletti 17, La Torre 16 | Punti | Stama 26, Bonaccorsi 13, Pappalardo 13 |

| Arbitri: | Caroti (Livorno) Ciano (Cercola) |

|                                    |       |                                      |
| Tourn 23, Di Mauro 17, Tosolini 15 | Punti | Parisi 21, Giarletti 16, Passante 16 |

| Arbitri: | Lilli (Roma) Weidmann (Roma) |

|                                  |       |                                       |
| Parisi 14, Bosco 13, La Torre 12 | Punti | Bagnoli 18, Maggioni 16, Biganzoli 14 |

| Arbitri: | Riuscetti (Trento) Aronne (Viterbo) |

|                                     |       |                                  |
| Fantozzi 24, Bianchi 16, Caprari 14 | Punti | Bosco 23, Passante 14, Parisi 11 |

| Arbitri: | Auriemma (Napoli) Longhi (Cantù) |

|                                  |       |                                 |
| Parisi 30, La Torre 23, Bosco 14 | Punti | Palazzi 20, Benzi 14, Piazzi 13 |

| Arbitri: | Aleo (Piazza Armerina) Ventimiglia (Roma) |

|                                          |       |                                        |
| Coltellacci 25, Sonego 24, Bertolazzi 15 | Punti | La Torre 27, Giarletti 14, Passante 14 |

| Arbitri: | Strozzi (Parma) Bettini (Bologna) |

|                                      |       |                                       |
| Passante 29, Parisi 27, Giarletti 20 | Punti | Causin 25, Savazzi 24, Della Felba 14 |

| Arbitri: | Ciano (Cercola) Weidmann (Roma) |

|                                         |       |                                    |
| Castellitto 21, Frascolla 13, Acunzo 13 | Punti | Passante 17, Bosco 16, La Torre 14 |

| Arbitri: | Moscarello (Bergamo) Fusco (Caserta) |

|                                        |       |                                     |
| Ragazzi 31, Ragionieri 20, Agostini 12 | Punti | Bosco 12, Passante 11, Giarletti 10 |

| Arbitri: | Federici (Roma) Tedesco (Matera) |

|                                    |       |                                   |
| Passante 19, La Torre 19, Bosco 15 | Punti | Di Monte 25, Raggi 15, Sabatini 9 |

| Arbitri: | Panzera (Brindisi) Longhi (Cantù) |

|                             |       |                                  |
| Fazzi 23, Soro 16, Gaeta 12 | Punti | Bosco 17, Parisi 15, Passante 14 |

| Arbitri: | Materdomini (Taranto) Conti (Firenze) |

|                                     |       |                                    |
| Passante 19, La Torre 18, Parisi 16 | Punti | De Ambrosi 26, Nobile 22 Masieri 9 |

| Arbitri: | Di Paolo (Chieti) Nava (Milano) |

|                                  |       |                                   |
| Coppo 24, Spinelli 19, Tisato 19 | Punti | Parisi 21, Bosco 20, Giarletti 19 |

| Arbitri: | De Socio (Bologna) Masi (Firenze) |

|                                      |       |                                  |
| Bonaccorsi 26, Sabbia 16, Martina 11 | Punti | Parisi 21, La Torre 21, Bosco 13 |

| Arbitri: | Capurro (Reggio Calabria) Di Francia (Pozzuoli) |

|                                    |       |                                   |
| Passante 28, Bosco 25, La Torre 17 | Punti | Di Mauro 22, Nardone 22, Tourn 19 |

| Arbitri: | Caroti (Livorno) Ventimiglia (Roma) |

|                                       |       |                                  |
| Calbini 17, Maggioni 17, Monzecchi 12 | Punti | Bosco 22, Parisi 13, Passante 11 |

| Arbitri: | Gori (Padova) Terreni (Livorno) |

|                                     |       |                                  |
| La Torre 25, Giarletti 16, Bosco 13 | Punti | Orsini 20, Bianchi 14, Plateo 11 |

| Arbitri: | Panzera (Reggio Emilia) Conti (Firenze) |

|                                      |       |                                    |
| Spagnoli 28, Iacoangeli 12, Benzi 12 | Punti | Passante 23, Bosco 16, La Torre 14 |

| Arbitri: | Auriemma (Napoli) Aronne (Viterbo) |

|                                      |       |                                            |
| Giarletti 24, Passante 21, Parisi 17 | Punti | Di Lorenzo 29, Coltellacci 13, Puggioni 13 |

| Arbitri: | Terranova (Ragusa) Masi (Firenze) |

|                                 |       |                                  |
| Causin 33, Savazzi 23, Falco 16 | Punti | Bosco 18, Parisi 15, Passante 12 |

| Arbitri: | Caroti (Livorno) Di Paolo (Sulmona) |

|                                  |       |                                       |
| Parisi 30, Bosco 26, La Torre 22 | Punti | Babetto 17, Castellitto 15, Acunzo 13 |

### Play out
| Arbitri: | De Socio (Bologna) Moscarello (Bergamo) |

|                                      |       |                                     |
| Passarelli 17, Romeo 16, Virgilio 15 | Punti | Passante 15, La Torre 14, Parisi 12 |

| Arbitri: | Longhi (Cantù) Capurro (Reggio Calabria) |

|                                        |       |                              |
| Passante 21, Giarletti 20, La Torre 17 | Punti | Lokar 28, Fazzi 25, Romeo 17 |

| Arbitri: | Terranova (Ragusa) Panzera (Brindisi) |

|                                     |       |                                     |
| Picazio 19, Buonanno 17, Valente 14 | Punti | La Torre 27, Giarletti 16, Parisi 9 |

| Arbitri: | De Socio (Bologna) Di Francia (Pozzuoli) |

|                                  |       |                                    |
| Passante 21, Bosco 15, Parisi 11 | Punti | Morrone 21, Valente 19, Picazio 11 |

| Arbitri: | Strozzi (Parma) Lilli (Roma) |

|                                    |       |                                     |
| Picazio 27, Valente 13, Buzzavo 12 | Punti | Passante 16, Giarletti 14, Scola 13 |

## Statistiche

### Statistiche di squadra
| Competizione                      | Punti | In casa | In casa | In casa | In casa | In casa | In trasferta | In trasferta | In trasferta | In trasferta | In trasferta | Totale | Totale | Totale | Totale | Totale | Totale |
| Competizione                      | Punti | G       | V       | P       | PF      | PS      | G            | V            | P            | PF           | PS           | G      | V      | P      | PF     | PS     | DIF    |
| --------------------------------- | ----- | ------- | ------- | ------- | ------- | ------- | ------------ | ------------ | ------------ | ------------ | ------------ | ------ | ------ | ------ | ------ | ------ | ------ |
| B di Eccellenza Stagione regolare | 8     | 13      | 4       | 9       | 1062    | 1088    | 13           | 0            | 13           | 932          | 1137         | 26     | 4      | 22     | 1994   | 2225   | -231   |
| B di Eccellenza Play out          | 2     | 2       | 1       | 1       | 159     | 164     | 3            | 0            | 3            | 217          | 264          | 5      | 1      | 4      | 376    | 428    | -52    |
| TOTALE                            | 10    | 15      | 5       | 10      | 1221    | 1252    | 16           | 0            | 16           | 1149         | 1401         | 31     | 5      | 26     | 2370   | 2653   | -283   |

### Statistiche dei giocatori

#### Stagione regolare
| Giocatore    | Generali | Generali | Generali | Generali | Tiri liberi | Tiri liberi | Tiri liberi | Tiri da due | Tiri da due | Tiri da due | Tiri da tre | Tiri da tre | Tiri da tre | Tiri Totale | Tiri Totale | Tiri Totale | Rimbalzi | Rimbalzi | Rimbalzi | Palle | Palle | Stoppate | Stoppate | Val    | Medie | Medie |
| Giocatore    | PG       | PTI      | MIN      | AS       | Rea         | Ten         | %           | Rea         | Ten         | %           | Rea         | Ten         | %           | Rea         | Ten         | %           | Dif      | Off      | Tot      | Per   | Rec   | Dat      | Sub      | Totale | Pun   | Val   |
| ------------ | -------- | -------- | -------- | -------- | ----------- | ----------- | ----------- | ----------- | ----------- | ----------- | ----------- | ----------- | ----------- | ----------- | ----------- | ----------- | -------- | -------- | -------- | ----- | ----- | -------- | -------- | ------ | ----- | ----- |
| G. Parisi    | 24       | 415      | 889      | 44       | 101         | 139         | 72,7        | 100         | 219         | 45,7        | 38          | 153         | 24,8        | 138         | 372         | 37,1        | 62       | 10       | 72       | 70    | 65    | 1        | 12       | 269    | 17,3  | 11,2  |
| E. Passante  | 24       | 352      | 773      | 7        | 89          | 119         | 74,8        | 130         | 219         | 59,4        | 1           | 5           | 20,0        | 131         | 224         | 58,5        | 95       | 28       | 123      | 72    | 65    | 3        | 9        | 388    | 14,7  | 16,2  |
| H. Bosco     | 24       | 321      | 775      | 9        | 51          | 64          | 79,7        | 57          | 120         | 47,5        | 52          | 132         | 39,4        | 109         | 252         | 43,3        | 56       | 23       | 79       | 60    | 27    | 4        | 6        | 191    | 13,8  | 8,0   |
| M. La Torre  | 24       | 306      | 734      | 5        | 70          | 120         | 58,3        | 118         | 214         | 55,1        | 0           | 0           | 0,0         | 118         | 214         | 55,1        | 132      | 59       | 191      | 74    | 57    | 30       | 2        | 414    | 13,1  | 17,25 |
| G. Giarletti | 21       | 217      | 609      | 13       | 24          | 38          | 63,2        | 62          | 130         | 47,7        | 23          | 62          | 37,1        | 85          | 192         | 44,3        | 54       | 19       | 73       | 43    | 26    | 0        | 1        | 135    | 10,2  | 6,4   |
| L. Minghetti | 21       | 116      | 477      | 6        | 20          | 23          | 87,0        | 21          | 54          | 38,9        | 18          | 39          | 46,2        | 39          | 93          | 41,9        | 26       | 5        | 31       | 21    | 12    | 0        | 2        | 62     | 5,5   | 3,0   |
| M. Scola     | 11       | 17       | 85       | 0        | 4           | 7           | 57,1        | 5           | 11          | 45,5        | 1           | 3           | 33,3        | 6           | 14          | 42,9        | 6        | 12       | 18       | 3     | 4     | 0        | 3        | 11     | 2,2   | 1,0   |
| A. Gatto     | 5        | 22       | 128      | 4        | 1           | 2           | 50,0        | 9           | 23          | 39,1        | 1           | 5           | 20,0        | 10          | 28          | 35,7        | 21       | 2        | 23       | 6     | 8     | 2        | 0        | 27     | 4,4   | 5,4   |
| G. Sardano   | 23       | 22       | 131      | 0        | 5           | 9           | 55,6        | 4           | 10          | 40,0        | 3           | 10          | 30,0        | 7           | 20          | 35,0        | 9        | 1        | 10       | 12    | 10    | 1        | 0        | 1      | 0,9   | 0,0   |
| F. Ventruto  | 23       | 18       | 154      | 2        | 4           | 10          | 40,0        | 7           | 22          | 31,8        | 0           | 1           | 0,0         | 7           | 23          | 30,4        | 16       | 4        | 20       | 11    | 5     | 0        | 1        | -8     | 0,75  | -0,35 |
| G. Galluccio | 12       | 8        | 66       | 0        | 1           | 8           | 12,5        | 2           | 4           | 50,0        | 0           | 2           | 0,0         | 3           | 12          | 25,0        | 1        | 0        | 1        | 2     | 2     | 0        | 0        | -8     | 0,7   | -0,7  |
| F. Ferrienti | 10       | 4        | 46       | 1        | 0           | 0           | 0,0         | 2           | 3           | 66,7        | 0           | 0           | 0,0         | 2           | 3           | 66,7        | 5        | 3        | 8        | 3     | 1     | 1        | 0        | 8      | 0,4   | 0,8   |
| G. Giuri     | 7        | 0        | 5        | 0        | 0           | 0           | 0,0         | 0           | 0           | 0,0         | 0           | 0           | 0,0         | 0           | 0           | 0,0         | 0        | 0        | 0        | 0     | 0     | 0        | 0        | 0      | 0,0   | 0,0   |
| S. Corlianò  | 7        | 0        | 3        | 0        | 0           | 0           | 0,0         | 0           | 0           | 0,0         | 0           | 0           | 0,0         | 0           | 0           | 0,0         | 0        | 0        | 0        | 0     | 0     | 0        | 0        | 0      | 0,0   | 0,0   |
| SQUADRA      | 24       | 1818     | 4875     | 91       | 369         | 533         | 69,2        | 516         | 1033        | 50,0        | 139         | 414         | 33,6        | 655         | 1477        | 44,3        | 483      | 166      | 649      | 377   | 282   | 42       | 36       | 1490   | 76,6  | 62,1  |

- nel riepilogo statistico non sono comprese le partite Teramo-Brindisi 83-68 e Brindisi-Caserta 101-89

## Fonti
- Superbasket (periodico) edizione 2000-2001
- Guida ai campionati nazionali di basket LNP 2001